# Bazylika Matki Boskiej Bolesnej w Limanowej
Bazylika kolegiacka Matki Boskiej Bolesnej w Limanowej – świątynia rzymskokatolicka, będąca kościołem parafialnym parafii Matki Bożej Bolesnej w Limanowej. W 1991 została podniesiona przez papieża Jana Pawła II do rangi bazyliki mniejszej. Jest sanktuarium, w którym szczególnym kultem otaczana jest łaskami słynąca figura Matki Bożej Bolesnej. Od 9 października 2018 pełni funkcję kolegiaty, przy której mieści się kapituła.

## Historia

### Poprzednie świątynie
W 1513 właściciel miasteczka Limanowa ufundował na swoich ziemiach niewielką drewnianą świątynię, która stała się pierwszym kościołem parafialnym miejscowej parafii. Była ona wzniesiona na planie krzyża z wieżą od strony zachodniej. Jej patronem był św. Mikołaj. Kościół rozbudowano na początku XVII wieku, dodając dwie kaplice, podcienia i wieżę. Kościół spłonął w wielkim pożarze, który strawił znaczną część centrum miasta 14 marca 1769. Z płomieni uratowano wówczas jedynie cudowną figurę Matki Bożej Bolesnej z XIV wieku i XVI-wieczną chrzcielnicę.
W latach 1776–1791 wzniesiono na miejscu pogorzelska nową świątynię – również drewnianą, jednonawową, z pojedynczą wieżą. Poświęcił ją 12 maja 1825 biskup Tomasz Ziegler. Przetrwała jedynie do 1909, kiedy to została rozebrana, aby zrobić miejsce pod budowę obecnej bazyliki, która miała sprostać nasilającemu się ruchowi pielgrzymkowemu.

### Historia bazyliki limanowskiej
Świątynia została wybudowana w latach 1910–1918 jako wotum na 100. rocznicę Konstytucji 3 maja, z inicjatywy ówczesnego proboszcza parafii limanowskiej, ks. Kazimierza Łazarskiego, według projektu Zdzisława Mączeńskiego. Kościół został konsekrowany 6 października 1921 roku przez biskupa tarnowskiego Leona Wałęgę.
3 maja 1991, w rocznicę uchwalenia Konstytucji 3 Maja, papież Jan Paweł II podniósł kościół w Limanowej do rangi bazyliki mniejszej.

## Opis świątyni

### Architektura
Kościół Matki Boskiej Bolesnej jest secesyjną, murowaną, trójnawową bazyliką wzniesioną w polskim stylu narodowym o ścianach zewnętrznych wyłożonych kamieniem. Został zaprojektowany z wykorzystaniem motywów drewnianego budownictwa okolic Beskidu Wyspowego. Wysoka na 60 metrów wieża przy fasadzie zwieńczona jest neobarokowym hełmem. U szczytu fasady znajduje się rzeźba Ukrzyżowania, a poniżej niej polski orzeł i daty 1791–1891.

### Wnętrze

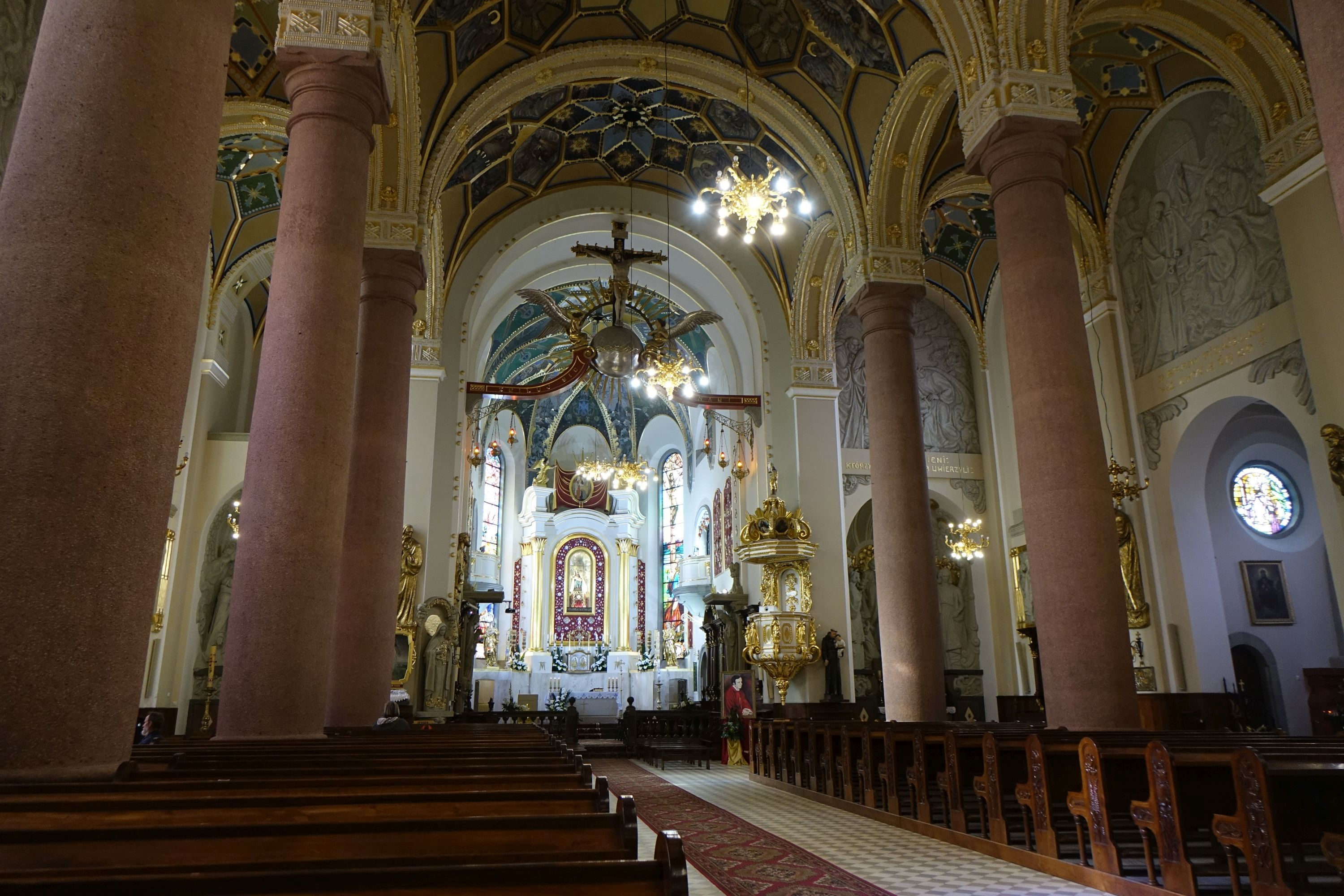
Wnętrze bazyliki

Wnętrze bazyliki zdobią dekoracje figuralne, wykonane m.in. z masy betonowej. Uwagę przyciągają liczne polichromie, witraże, rzeźby i mozaiki. Autorem polichromii jest Adam Miksz. Wyróżnia się zwłaszcza kompozycja Od powietrza, głodu, ognia i wojny wybaw nas Panie.

#### Ołtarze
Ołtarz główny wykonany został w 1920 według projektu Zdzisława Mączeńskiego, a w 1965 przebudowany według projektu Zbigniewa Wzorka. W jego centralnej części znajduje się rzeźba Matki Boskiej Bolesnej, wykonana z drewna lipowego, pochodząca z XIV wieku. W 1753 roku przeniesiono ją z kaplicy w Mordarce do ówczesnego, drewnianego kościoła parafialnego w Limanowej. 11 września 1966 roku, w ramach obchodów milenijnych Pietà została ukoronowana przez metropolitę krakowskiego Karola Wojtyłę. On też 22 czerwca 1983 roku, już jako papież Jan Paweł II, powtórnie koronował w Krakowie rzeźbę po kradzieży (w 1981 roku) poprzedniej korony.
Pietà otoczona jest licznymi darami wotywnymi. Posiada dwie zasuwy w formie obrazów: Ukrzyżowanie ze scenami z życia Jezusa oraz Koronacja Najświętszej Maryi Panny.
W zwieńczeniu ołtarza znajduje się obraz Proroctwo Symeona, namalowany przez Marię Ritter. Poniżej wnęki, w której umieszczono Pietę, znajduje się tabernakulum, ozdobione scenami Zwiastowania Najświętszej Maryi Panny i Zmartwychwstania Chrystusa.
Ołtarze boczne wykonane w latach 1920–1930 przez Wojciecha Durka. Zdobią je znacznych rozmiarów kompozycje figuralne:
- ołtarz Matki Bożej Różańcowej – z obrazem Matka Boża Ostrobramska,
- ołtarz Najświętszego Serca Pana Jezusa – w jego centrum znajduje się figura Jezusa, adorowana przez anioły, rolnika i księdza,
- ołtarz Relikwii Świętych i Błogosławionych – spoczywają w nim relikwiarze ze szczątkami m.in. św. Antoniego Puscci, św. Jana Bosko oraz św. Jadwigi,
- ołtarz św. Józefa – zdobi go dekoracja rzeźbiarska przedstawiająca niewiernego Tomasza oraz wizerunek św. Urszuli Ledóchowskiej,
- ołtarz w kaplicy św. Antoniego.

#### Witraże
Do wnętrza bazyliki światło pada przez liczne barwne witraże, wśród których są m.in.:
- Wizja i cud Jana z Mathy oraz Adoracja Chrystusa Ukrzyżowanego przez św. Kazimierza – wykonane przez Konrada Krzyżanowskiego,
- św. Walenty i inne okrągłe witraże – projektu Józefa Mehoffera,
- Polonia Rediviva oraz Siewca – autorstwa Wincentego Gawrona.

#### Wyposażenie
- drewniana późnogotycka chrzcielnica z 1527, ocalona z pożaru,
- złocona ambona, ozdobiona figurkami Ewangelistów i zwieńczona figurą Chrystusa Zmartwychwstałego,
- stacje Drogi Krzyżowej, wykonanej w 1924 przez Wojciecha Durka.

## Plac Kościelny
Wokół kościoła w Limanowej rozciąga się rozległy plac kościelny – miejsce, gdzie pielgrzymi mogą spokojnie odpocząć i pomodlić się.
- Mała Kalwaria Limanowska – zaprojektowana przez Juliana Klimka. W jej skład wchodzą:
  - krużganki – otaczają cały plac. Zdobi je kolekcja figurek Matki Boskiej, przywiezionych z różnych stron świata. Znajdują się tu również stacje Drogi Krzyżowej, wykonane przez Szczepana Szubryta.
  - Grota Matki Bożej z Lourdes – prowadzą do niej schody z wbudowanymi kamieniami z Drogi Krzyżowej w Jerozolimie.
  - ołtarz polowy – zbudowany w 1982
- Pomnik Jana Pawła II, zaprojektowany przez Czesława Dźwigaja. Pomnik został poświęcony 20 czerwca 1998 przez trzech biskupów: Wiktora Skworca, Piotra Bednarczyka oraz Damiana Zimonia.
- Carillon – zespół dziewiętnastu dzwonów, wygrywających melodie religijne.